# 天津市第七中学
天津市第七中学，简称七中，创建于1951年，位于天津市河东区成林道30号，隶属于天津市河东区教育局，是天津市市级重点中学。

## 七中教育集团
七中教育集团下辖的初中有：
- 育才中学（原为私立初中，后因为双减政策而改为天津市第七中学分校）
- 东局子学校
- 太阳城学校